# تشونغنش
تشونغنش (بالفارسية: چونگنش) هي مستوطنة تقع في قسم اجارود الغربي الريفي في إيران. يقدر عدد سكانها بـ 148 نسمة .